# محافظة فيانادو كاستيلو
محافظة فيانا دو كاستيلو هي إحدى محافظات البرتغال. يبلغ عدد سكانها 252011 نسمة. تحتوي على 10 بلديات.